# Långe Erik
Fyren Långe Erik, officiellt namn Ölands norra udde, belägen på Ölands norra udde, i Böda socken vid Grankullaviken, norr om samhällena Byxelkrok och Nabbelund, är en 32 meter hög fyr byggd av kalksten. Det är 138 trappsteg upp till balkongen som är belägen på ca 28 meters höjd. Härledningen till namnet "Långe Erik" är okänd; det antas ha bildats i analogi med "Långe Jan", fyren på Ölands södra udde. Fyren är sedan den 25 januari 1935 ett statligt byggnadsminne.

## Historik
Långe Erik stod färdig 1845. När fyren först tändes var den utrustad med spegellinser och en rovoljelykta. På 1880-talet installerades en fotogenlampa, och 1906 installerades luxlampa. Samma år byggdes lanterninen om och en urverksdriven roterande lins av fabrikatet Barbier Bernard ersatte den tidigare utrustningen. På 1940-talet blev fyrplatsen elektrifierad, och 1976 blev fyren helt automatiserad. Fyrens stora lins är tagen ur drift sedan 1990-talet och övertäckt med ett skydd. Den är ersatt av en mycket liten fyrlykta på fyrbalkongens räcke. Fyrlyktan uppdaterades 2010. Det gamla urverket med lod som förr drev linsapparaten finns fortfarande kvar i tornet.
Fyrtornet är öppet för besökare att gå upp i vid köp av biljett.

## Anställda

### Fyrmästare
- 1845-1862 C. G. Ekström (1799-1862)
- 1862-1875 Gustaf Adolf Hagström (1806-1875)
- 1875-1905 Anton Filibert Lagström (1841-1923)
- tf 1889-90 Conrad Ribbing (1852-1933)
- 1905- Andreas Pettersson-Krall (1876-1937)
- 1938-41 Alrik Bäckström (1878-1961)
- 1941-46 Per Österström (1883-1956)
- 1946-60 Torsten Samuelsson (1896-1995)
- 1964-1967 *Yngve Holmberg (1904-78)
- 1967-71*Karl Andersson (1916-1977)
- 1972-76 *Gustaf Olsson (1915-97)

### Fyrvaktare
- 1852-1855 Gustaf Adolph Sommar (1832-1855)
- 1855-1889 Carl Johan Nilsson (1824-1889)
- -1898 Johan Gustaf Höglander (1830-1898)
- 1899-1901  Oskar Manfred Ternborg (1873-1959)
- 1901-1905 Andreas Krall (1876-1937)
- 1907-1918 August Bark (1877-1966)
- 1918-1922 David Sandin (1882-1940)
- 1941-1944 Johan Fogelberg (1892-1959)
- 1945-1946 Sven Johan Svensson (1890-1969)
- 1947-1953 Axel Jansson Aldeheim (1899-1978)

### Fyrbiträden
- 1860-1866 Nils Petersson Svedeman (1834-1888)
- 1866-1890 Johan Gustaf Höglander (1830-1898)
- 1882-1892 Adolf Edvard Stålkrantz (1861-1892)
- 1893-1897 Johan Edvard Nyman (1862-1952)
- 1901 Ernst Wilhelm Åhlin (1877-1957)
- 1901-1904 Nils Gustaf Erik Ålander (1878-)
- 1904-1907 Peter August Bark (1877-1958)
- 1907-1911 Karl Uno Gottfrid Sjögren (1871-1945)
- 1911-1918 David Idris Sandin (1882-1940)
- 1918-1921 Folke Augustsson (1899-1981)
- 1922-1934 Ernst Wilhelm Andersson (1787-1973)
- 1928-1935 Sten Krall (1908-73)
- 1935-1941 Karl Gustaf Lindholm (1900-79)
- 1941-1946 Hans Ördén (1912-2003)

## Bilder

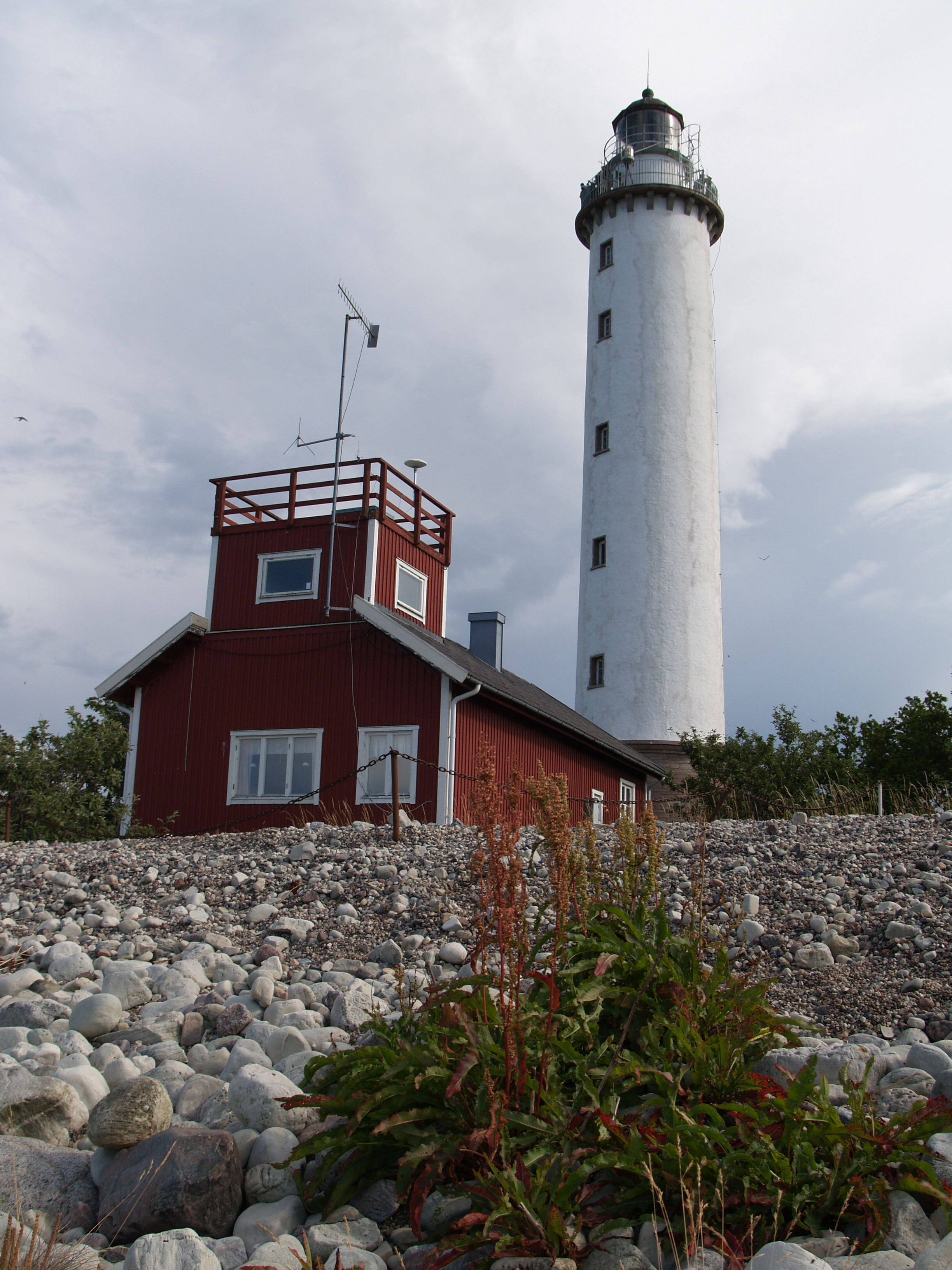
Fyren och fyrvaktarbostaden nerifrån stranden.
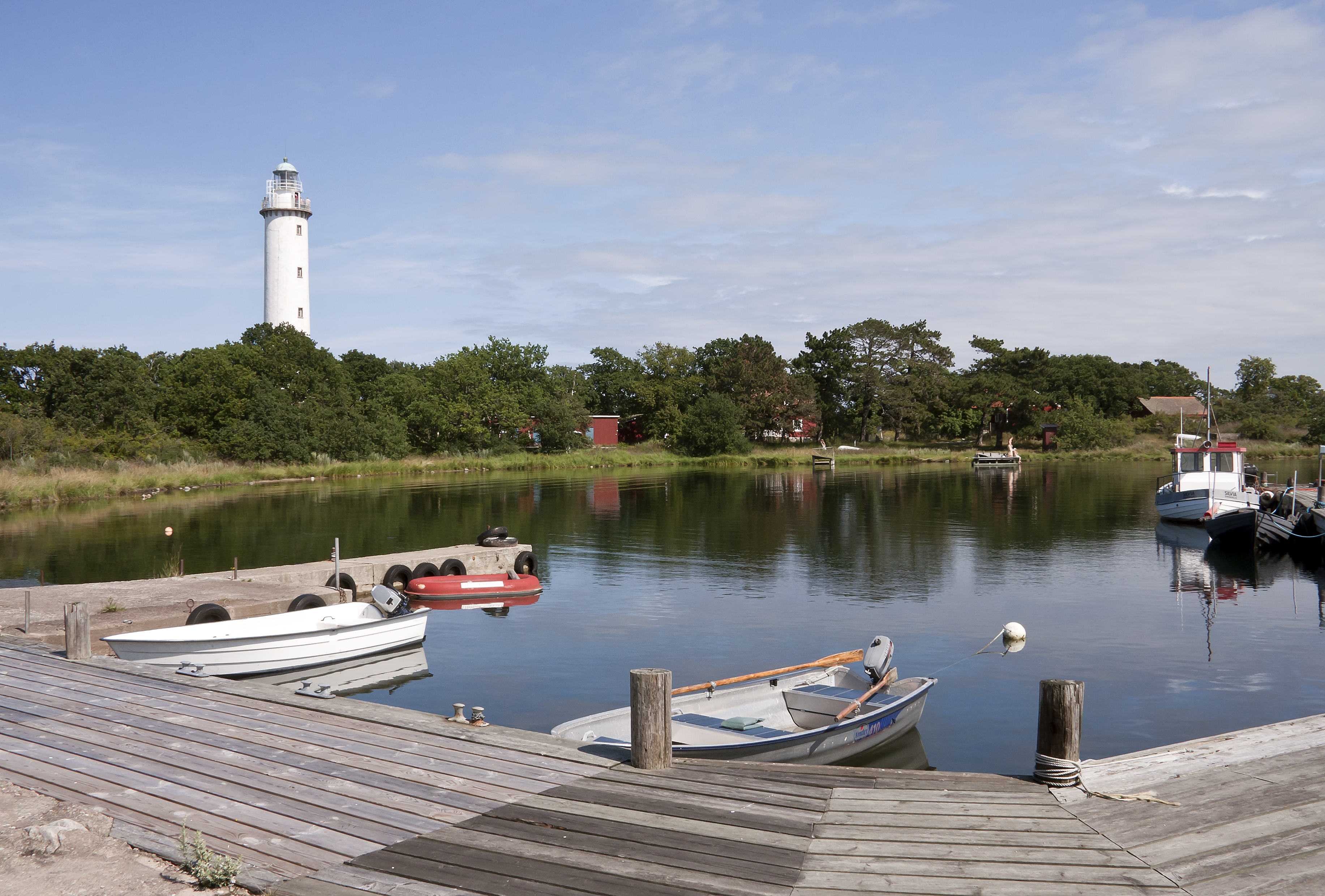
Båtbrygga på Stora grundet där Långe Erik står.
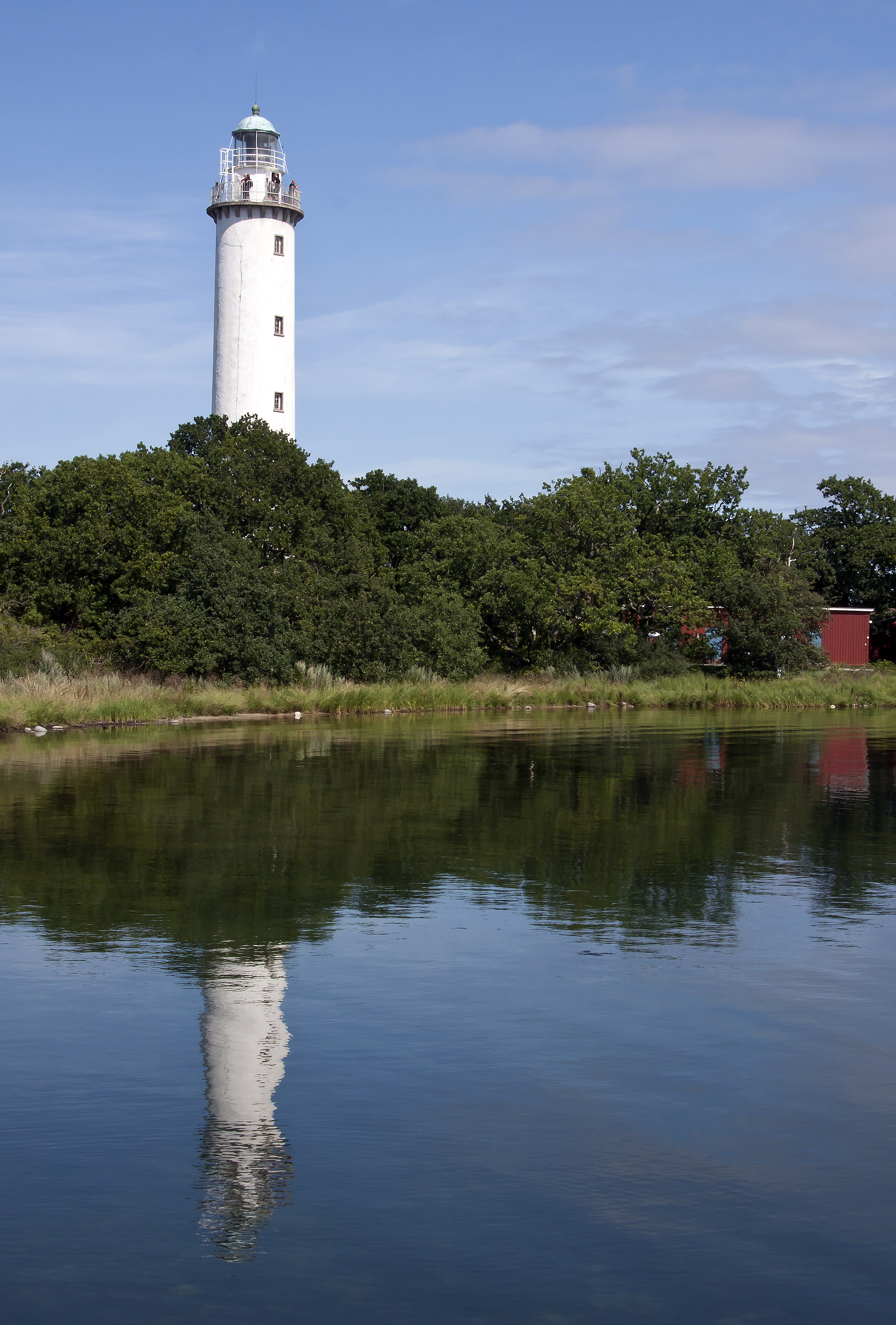
Fyrtornet sett från insidan av udden.
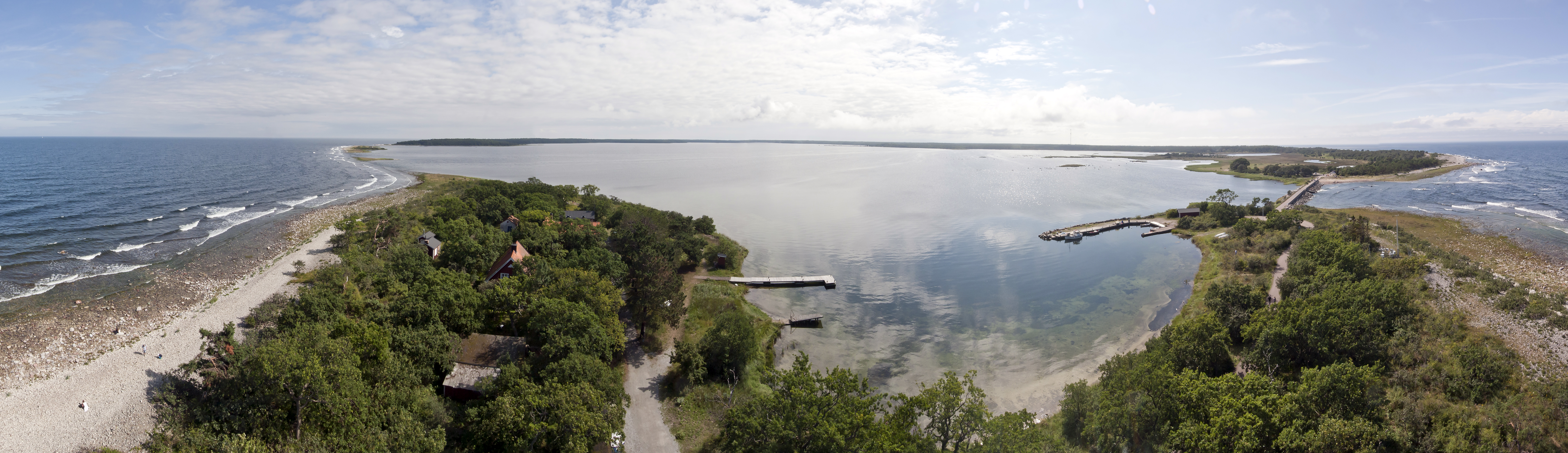
Panoramavy, cirka 200 grader, från fyrtornet.
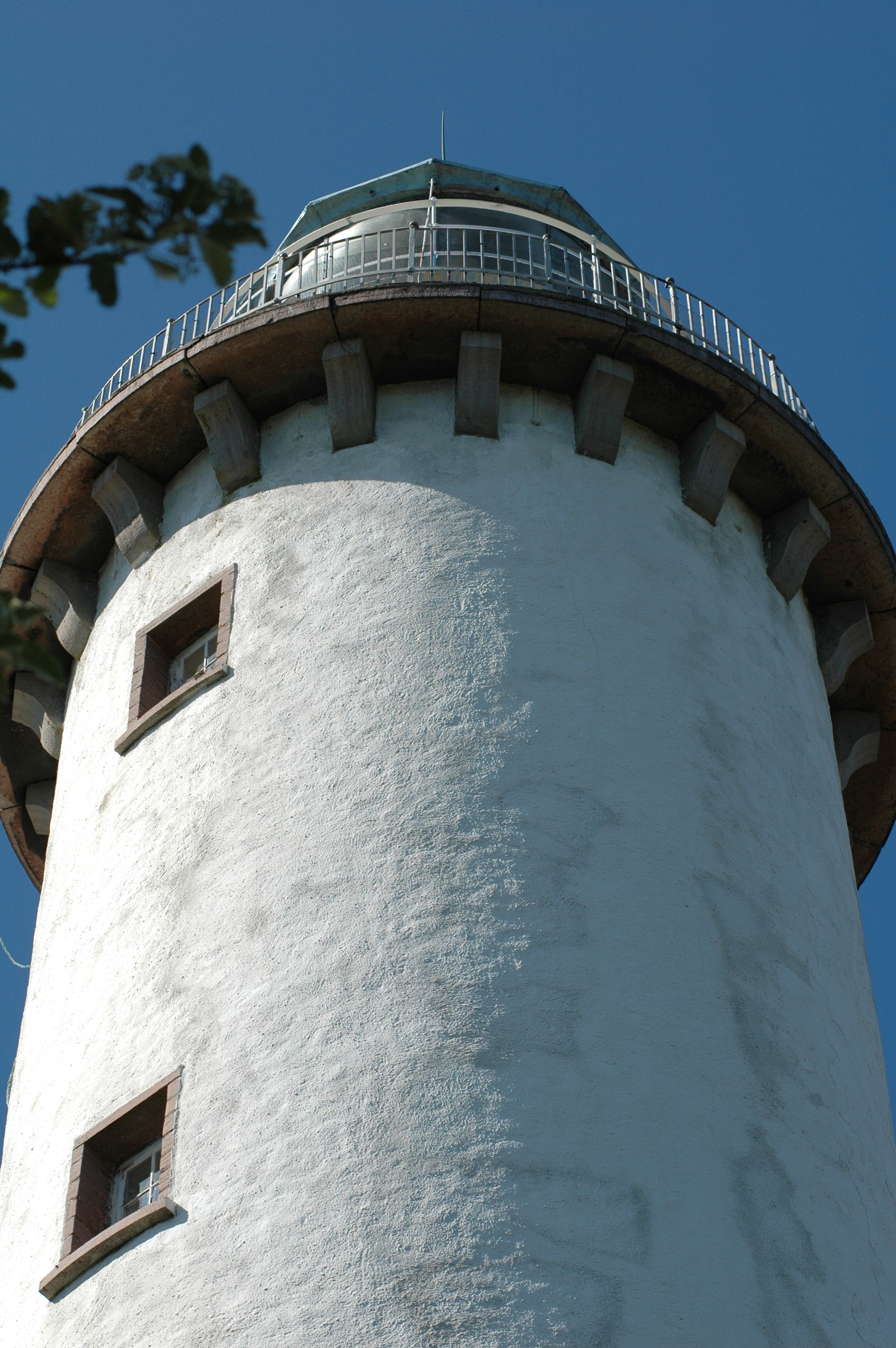
Närbild, från marken.
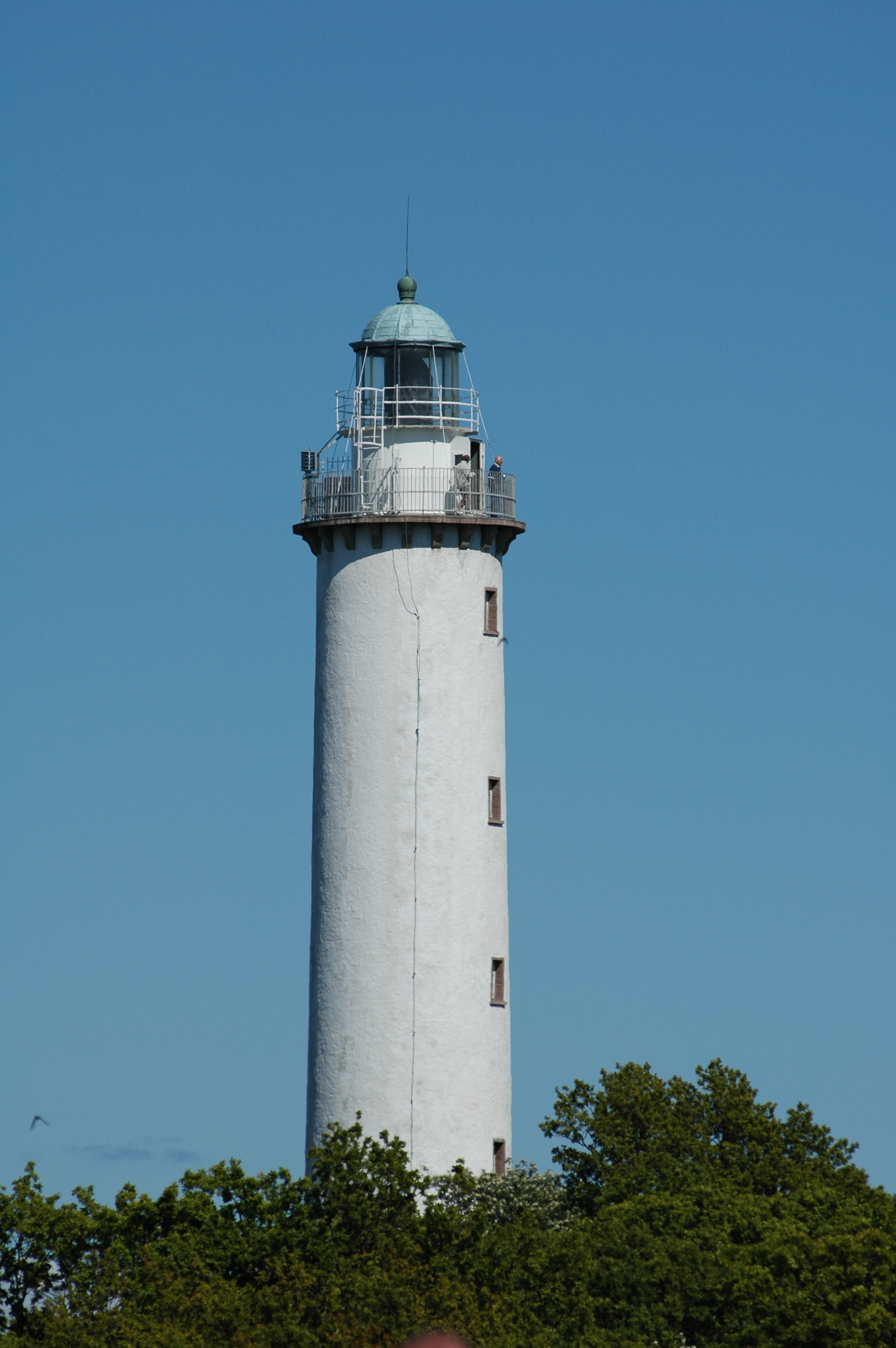
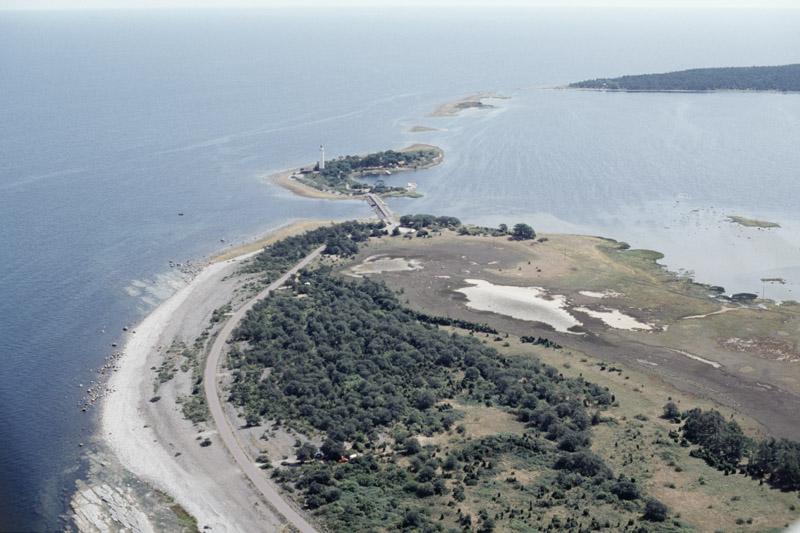
Flygfoto över Ölands norra udde från 1992